# Schillerfest

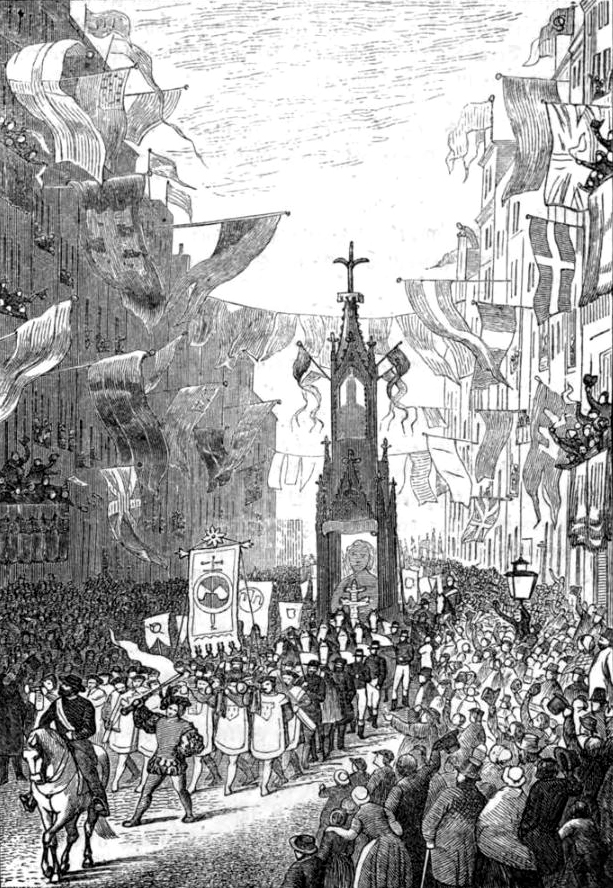
Der Hamburger Künstlerverein von 1832 im Schiller-Festzug in Hamburg am 13. November 1859. Auf dem Pferd vor dem Zug Ernst Gottfried Vivié

Schillerdenkmal auf dem Römer in Frankfurt a. M. 1859

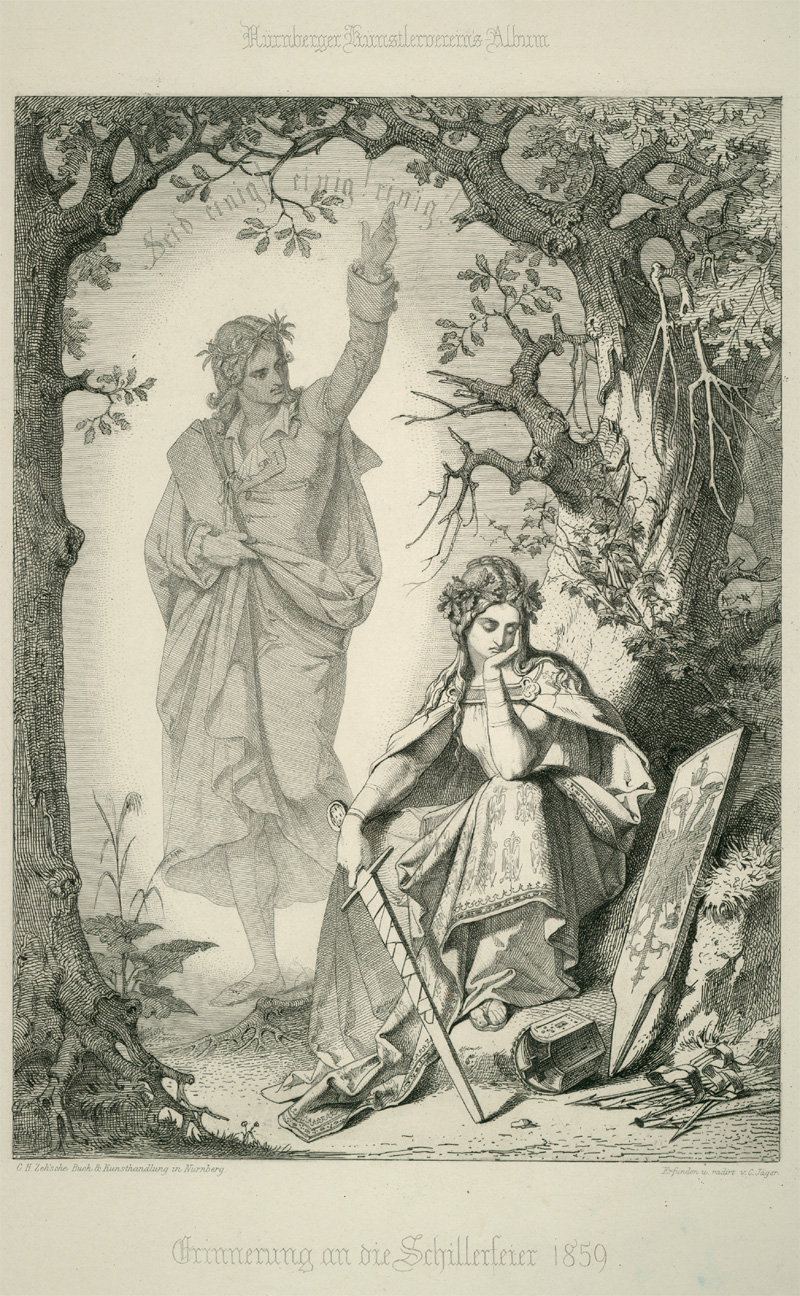
Karl Jäger: Erinnerung an die Schillerfeier 1859

Das Schillerfest (auch Das große Schillerfest oder Schillerfeier) fand anlässlich von Friedrich Schillers 100. Geburtstag vom 8. bis 10. November 1859 und der 10-jährigen Wiederkehr der 1848/49er Revolution statt. An allen deutschen Hochschulen und Universitäten wurde des Tages gedacht. In über 440 deutschen und 50 nichtdeutschen Städten fanden Schillerfeiern mit Aufmärschen und Fackelzügen statt. Es war das größte Fest, das in Deutschland jemals zu Ehren eines Dichters gefeiert wurde. Seinen Widerhall fand das Schillerfest in zahlreichen Reden und Zeitungsaufsätzen mit nationalem Hintergrund.

## Bedeutung für die Studentengeschichte
Die Schillerfeiern von 1859 markierten das Ende der Reaktionsära nach der Deutschen Revolution 1848/1849. Die Teilnehmer der Festlichkeiten glaubten der Einheit und Freiheit Deutschlands ein Stück näher gekommen zu sein. In Breslau, Würzburg, Berlin und Wien entstanden farbentragende und schlagende Studentenverbindungen. Historische Bedeutung hatte die Schillerfeier in Prag. Gefeierter Redner war Alois von Brinz. In den wenigen Jahren bis zum Deutschen Krieg blühten viele Verbindungen auf. Besonders in Österreich, wo sich aufgrund des Metternichschen Unterdrückungssystems kaum Korporationen wie in den anderen Ländern des  Deutschen Bundes hatten bilden können, begann jetzt die Zeit der Gründung von selbstverwalteten studentischen Zusammenschlüssen, die aber unter anderen Vorzeichen ablief als im Übrigen deutschsprachigen Raum. Eine wichtige Voraussetzung war auch der für Österreich unglückliche Ausgang des  Sardinischen Krieges, der ein Nachlassen des Polizeidrucks, eine neue Verfassung und eine liberale Regierung brachte. Da bot das Schillerfest, das im ganzen deutschsprachigen Raum und darüber hinaus gefeiert wurde, den passenden Anlass.
Auch in späteren Jahren wurden Schillerfeiern oder Schillerfeste veranstaltet, so etwa 1905 in Weimar anlässlich seines 100. Todestages oder seinem 150. Geburtstag 1909.

## Schweiz
Das von den Schweizer Urkantonen veranstaltete Fest am Mythenstein galt vor allem dem Dichter des Wilhelm Tell, während man bei den Veranstaltungen in Bern und Zürich die Gründung des modernen Schweizer Bundesstaats im Anschluss an den Sonderbundskrieg von 1847/48 mitfeierte. „Uns hat das Schwert das Vaterland gegründet“ dichtete Gottfried Keller zur Berner Feier, auch mit Blick auf die als Bedrohung empfundene Abtretung Savoyens durch Sardinien-Piemont an Frankreich. In Zürich waren viele deutsche Emigranten an der Feier beteiligt. Friedrich Theodor Vischer hielt den Festvortrag, Georg Herwegh dichtete und sprach den Prolog:
„Das Reich der Freiheit hat dir Gott gegründet“,

O Schweiz, nur dir allein?

 Sein Wort hat überall gezündet;

Das Reich der Freien, es muss größer sein.